# Lubao
För andra betydelser, se Lubao (olika betydelser).

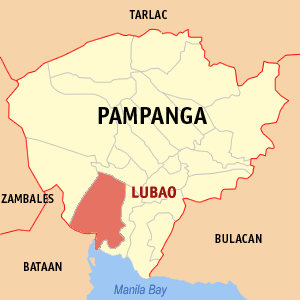
Lubaos läge i provinsen Pampanga.

Lubao är en kommun och en ort i Filippinerna och ligger i provinsen Pampanga, regionen Centrala Luzon. 125 699 invånare (folkräkning 1 maj 2000).
Lubao räknas officiellt inte som stad utan är en kommun. Kommunen är indelad i 44 smådistrikt, barangayer, varav samtliga är klassificerade som tätortsdistrikt.